# Eunice dilatata
Eunice dilatata är en ringmaskart som beskrevs av Grube 1877. Eunice dilatata ingår i släktet Eunice och familjen Eunicidae. Inga underarter finns listade i Catalogue of Life.